# Trimetylogal
Trimetylogal, TMGa, Ga(CH
3)
3 – galoorganiczny związek chemiczny będący kompleksem alkilowym galu. 
Jest stosowany do produkcji diod elektroluminescencyjnych i wyświetlaczy ciekłokrystalicznych w procesie epitaksji z fazy gazowej z użyciem związków metaloorganicznych.